# Projet ReunEM
 (août 2025).
Le projet ReunEM est un projet de géophysique héliportée sur l'île de la Réunion, département français d'outre mer dans le sud ouest de l'Océan Indien. Il a permis de réaliser, pendant l'hiver austral 2014, une couverture complète de l’île de La Réunion en magnétisme et électromagnétisme haute résolution, similaire à celles réalisées à Mayotte en 2010 et en Martinique et Guadeloupe en 2013.Les données traitées produisent une imagerie de type « scanner » des 200 premiers mètres du sous-sol.
L'opération a été menée sous maîtrise d'œuvre du BRGM, depuis son élaboration jusqu'au contrôle et à la remise des produits. Les partenaires du projet sont le FEDER et le MESR, l'Université de la Réunion est partenaire scientifique.

## Relevés
Les relevés se sont faits à partir d'un hélicoptère de type Eurocopter Astar 350 B3 de la société Hélilagon, dont le pilotage a été assuré par la rotation de trois pilotes, tractant un dispositif d'émission. L’espacement entre les lignes de vol et la hauteur de survol sont déterminantes pour la résolution du levé. Environ 10 341 kilomètres de lignes de vol furent nécessaire (couvert en 2 mois et demi, du 2 mai au 23 juillet 2014); un espacement de 400 mètres entre chaque ligne est réalisé avec un resserrement du maillage sur des zones d’intérêt particulier. Le lever a progressé de manière minutieuse, tronçon par tronçon, pour aborder les reliefs sous le meilleur angle, en attendant parfois la luminosité favorable dans les ravines encaissées et en jouant avec les conditions météorologiques.
L’utilisation de l'hélicoptère permet de s’accommoder des conditions montagneuses rencontrées à la Réunion, en conservant une distance instrumentation/sol faible (de l’ordre de 50 m). Les vols obéissent à des règles particulières de travail aérien à basse altitude, ils sont réalisés conformément aux instructions de la Direction Générale de l’Aviation Civile.
La réalisation du lever a été attribuée à la société SkyTEM au terme d'un appel d'offres européen.

## Domaines d'applications
Les données récoltées auront des applications directes pour :
-  La cartographie des matériaux à l'échelle de l'île : imagerie des secteurs de roche dure en surface et en profondeur, identification des épaisseurs de formations meubles d'altération (argiles) qui, dans certains cas, peuvent être utilisables.
- L'orientation des prospections de nouvelles ressources en eaux souterraines : imagerie globale de la géométrie des roches aquifères, de l'intrusion saline...
- Contribuer à la prévention des risques naturels : imagerie des zones argileuses, des glissements potentiels, amélioration de la connaissance des grands glissements de terrain.
- Améliorer la connaissance pour l'évaluation du potentiel géothermique de la Réunion (zones situées hors du cœur du Parc National de la Réunion).
- Fournir une imagerie géophysique 3D moderne utile à tous les acteurs du sol et du sous-sol qui servira à améliorer la connaissance de la géologie et mettre à jour la carte géologique de La Réunion.